# Blemios

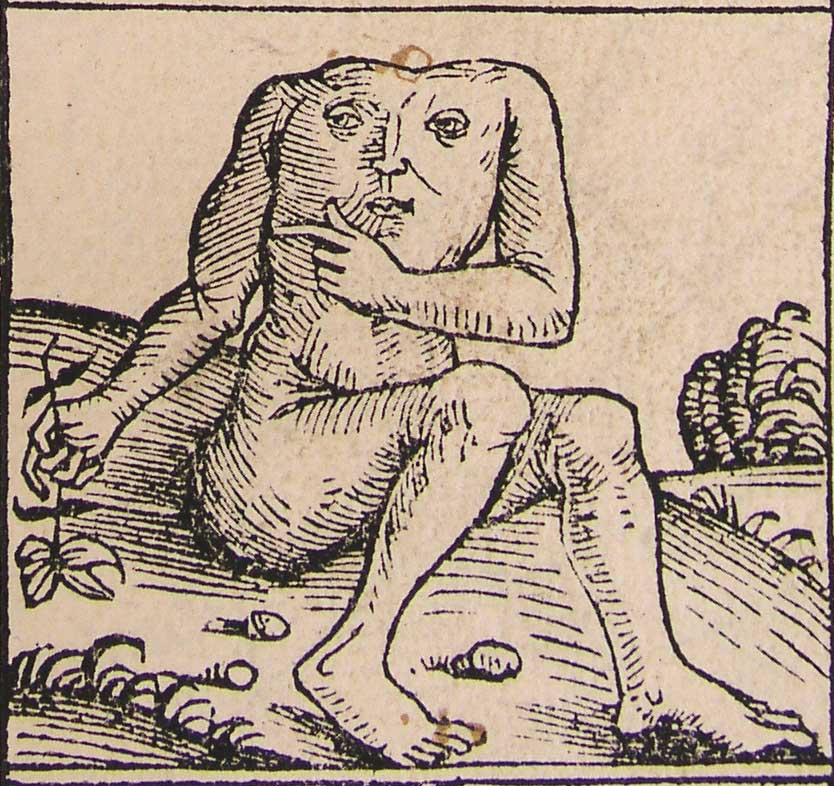
Una fantasiosa representación de un blemio según las Crónicas de Nuremberg (1493).

Los blemios (en egipcio antiguo: brhm; en griego: Βλέμμυες Blemmyes o Βλέμυες Blemyes, latín blemmyæs o blemmytæ), también conocidos como blemitas o bleminges, fueron un antiguo pueblo inicialmente nómada, que habitó desde el segundo milenio a. C. hasta el siglo V d. C. inicialmente en la Baja Nubia. Los blemios terminaron por desplazarse sucesivamente a las regiones montañosas del desierto oriental del Alto Egipto y la Alta Nubia, y así pudieron dominar el Dodekaschoinos (Dodecasqueno, en latín). 
Durante su período de apogeo, en la época del Imperio blemio, parece haber evidencias de que al menos una parte de ellos (los cuadros administrativos) se sedentarizaron. En ese período su capital estuvo en Kalabsha, durante los siglos III y IV, y en Shimalo (aunque este último nombre podría ser el de Kalābsha en lengua blemia) durante el siglo V. 
Son el origen del mito medieval sobre un pueblo fantástico de hombres acéfalos conocidos como blemias.

## Etnogénesis: predecesores y sucesores

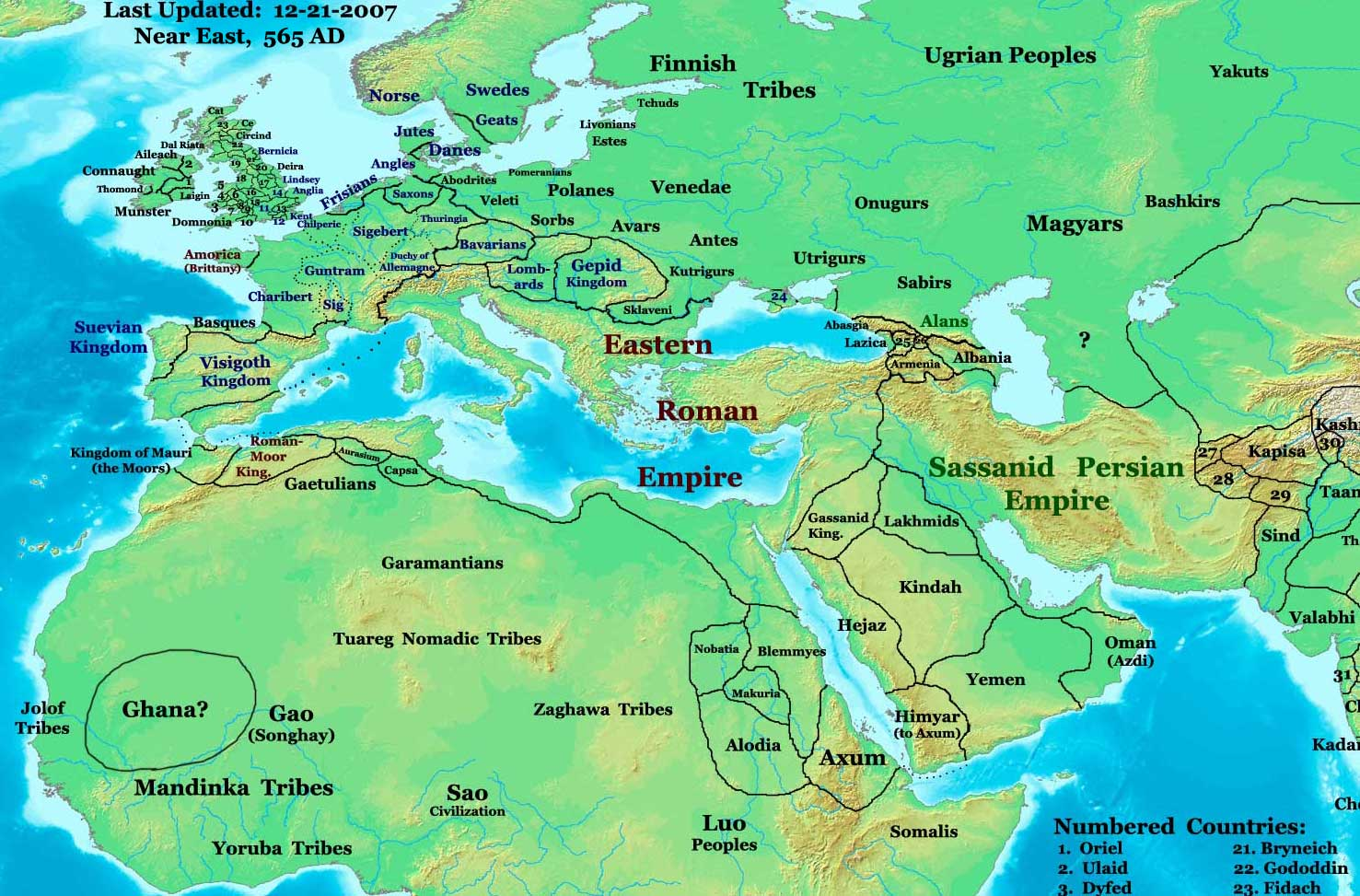
El Cercano Oriente hacia el 565 d. C., el mapa muestra el área de los blemios -en el mapa Blemmyes- y sus vecindades, al sur de Egipto (clicar sobre la imagen para ver en detalle).

La caracterización étnica de los blemios es problemática. Además, al tratarse de un pueblo antiguo en una región donde existen pueblos de varias familias lingüísticas, el problema se vuelve más complicado. La opinión mayoritaria es considerar a los blemios los sucesores de los buka o medjay (medju, en singular), que eran básicamente "nubios" emigrados a Egipto en el segundo milenio a. C. y que fueron utilizados como fuerzas policiales, bien como descendientes de los grupos no emigrados, bien como sustitutos en el territorio vaciado. Sin embargo, debe tenerse en cuenta que algunos "nubios" eran de etnia nilo-sahariana, como atestiguan las inscripciones meroíticas, mientras que el área ocupada por los blemios está ocupada actualmente por pueblos de etnia cushítica.
Así mismo, los blemios son considerados, a su vez, los ascendientes de los bejas, o cuando menos de una fracción de los mismos, alternativamente los Bisjarin o los ababda.
Un punto de vista diferente, estrecho deudor de las fuentes clásicas grecorromanas, los considera tribus etíopes, pero ha de tenerse en cuenta que dichas fuentes aluden a un concepto amplio de Etiopía, refiriéndose a los territorios al sur de Egipto habitados por poblaciones negras. Lo mismo ocurre con su adscripción como tribu libia, ya que Libia en sentido amplio se refiere al África que circunda a Egipto.
Así mismo existen referencias romanas que los identifican como árabes, posiblemente influidos por sus incursiones en la península del Sinaí.

## Historia

### Marco temporal
Las primeras referencias indubitables datan del siglo VII a. C., en los registros del Napata, en el reinado de Anlamani (620 a. C. – 600) en el templo de Amón en Kawa, cerca del actual Kerma (Sudán) que los presenta asentados en la Baja Nubia.
La última referencia segura es del 537, relacionada con el cierre del templo de Isis en File, por orden de Justiniano I, y su derrota por el rey Silko de Axum, aunque existe una posible mención posterior en 758, con relación al incumplimiento abasí del baqt nubio, que habría provocado incursiones de blemios en el Alto Egipto.

### Principales hechos
Durante el Imperio Nuevo de Egipto, los blemios son conocidos como Blehu, según las inscripciones jeroglíficas, en las fuentes egipcias de época de Ramsés IX, aunque la referencia es discutida.
Los registros del reino de Napata evidencian que en el siglo VII a. C. los blemios estaban asentados en la Baja Nubia, donde se reconocían como súbditos del hegemónico reino de Napata, lo que no evitaba ocasionales expediciones de castigo, como las llevadas a cabo por Anlamani (623 a. C.-593 a. C.) en el Desierto Occidental.
Entre los siglos V a. C. y V a. C. se extendieron por la Alta y la Baja Nubia.
Las incursiones de los blemios debieron ser considerables, dada la existencia de preces de protección en los rituales amónicos egipcios en el siglo VI a. C. en tiempos de Darío I el Grande de Persia. Existen menciones posteriores a esta. Además de esta existen otras menciones posteriores a los blemios. Heródoto habla de su presencia en los confines del Alto Egipto en el siglo V a. C., También es conocido que el rey Harsiyotef de Napata (404 a. C.-369 a. C.) se vio obligado a batirlos en la Baja Nubia. para contener la amenaza que suponían. Aunque el enfrentamiento con los blemios continuó en tiempos del rey Nastasen de Napata (335 a. C.-315 a. C.).
La decadencia del reino de Napata, progresivamente sustituido por el reino de Meroë, lleva a una inicial despoblación de la zona, que hace que en los siglos IV a. C. y III a. C., la Baja Nubia esté poco poblada, pero en ese período, los blemios se reasentaron en la Baja Nubia, reconociéndose como súbditos del reino de Meroë, que eran el poder dominante en Nubia y Sudán en ese período, pero también había algunos estados independientes aunque asociados o dependientes del reino de Meroë.
La situación se mantiene en el siglo I a. C. Durante el mismo tiempo, los Nobaítas o Nobadios son situados en el sur de Meroë y la franja oeste del Nilo. Prueba de la presencia de los blemios en la Baja Nubia, es la construcción de la capilla de Mandulis en Kalābsha por el rey Arqamani de Meroë, entre 206 a. C. y 186 a. C.
En el siglo I, los blemios parecen ser uno de principales pueblos de la Baja Nubia, habitando la mayor parte de la misma, en paralelo a lo que se muestra como un fuerte desarrollo económico de reino de Meroë. De este momento parece datar la domesticación del dromedario -importado desde Oriente Próximo- en la zona, convirtiéndose los blemios en uno de los primeros nómadas del norte africano en adoptarlo.
Las primeras relaciones con los romanos que rigen en Egipto datan de alrededor del 165, coincidiendo con una epidemia de peste en el Imperio romano, los blemios inician una serie de incursiones que llegaron hasta Siena, aunque fueron rechazados por el gobernador Tito Flavio Titiano (164-167). 
Durante el siglo III, los blemios parecen alternar entre la colaboración y el enfrentamiento con el reino de Meroë, y así los encontramos enfrentados en 291 y aliados contra los romanos en 297.
Desde mediados del siglo III, hubo quejas ininterrumpidas con motivo de las incursiones de los blemios que parecen haberse organizado y fortalecido, lo que demostraron atacando Egipto en el 250, coincidiendo con una nueva oleada de peste, y saqueando File y Elefantina, aunque son rechazados por el gobernador Aurelio Apio Sabino. El emperador Diocleciano trata de controlarlos, para lo que los convierte en foederati, pagándoles tributo y reconociéndoles el dominio de Wawat o Alta Nubia, hasta la primera catarata. Sin embargo ciudades como Prima, Foenicon, Ciris, Tafa y Talmis, son tomadas.
Durante los siglos III al IV, después del colapso del reino de Meroë los blemios continuaron amenazando la hegemonía romana en la zona. Así, en el período del 268 al 297, coincidiendo con la crisis del Imperio romano (Período de Anarquía Militar), los blemios incursionan regularmente. En 268 saquean el valle del Nilo, desde Siena hasta Uaset y Ptolemais (cerca de la moderna Sohag). En el 273 apoyan al usurpador Firmo, comerciante alejandrino originario de Seleucia contra el emperador Aureliano, lo que explica que en el 274 aparezcan mencionados en el triunfo de Aureliano. 
En el 278 los generales del emperador Marco Aurelio Probo aplacan una revuelta en Egipto promovida por Yesebojeamani caudillo de los blemios. En el 280 grupos de blemios son apresados por incitar un levantamiento contra el emperador Probo, y aparecerán en su triunfo en Roma.
Sin embargo, en 284, nuevas incursiones blemias alcanzan Coptos y Ptolemais. El Emperador Diocleciano, enfrentado al continuo conflicto blemio, abandonó oficialmente el Dodecasqueno, un territorio de, aproximadamente, 250 km del curso del Nilo a partir de Siena y hasta la altura de Hiera Sycaminos (actual Sayala), actual frontera de Egipto y Sudán, a los blemios, y, a la vez, a sus oponentes nobaitas. Además, concertó el pago de un tributo anual, el permiso para seguir llevando a cabo su culto a Isis en el templo de File y el reconocimiento de su derecho a mantener sus propios sacerdotes residentes.
Diocleciano en el año 297 derrota al usurpador Domicio Domiciano, y llega a un tratado con el reino de Nobatia: paga un subsidio a Nobatia y les cede el Dodecasqueno para que actúen como colchón ante los blemios para defender la frontera romana, que retrocede hasta Siena. Así se cierra este período de inestabilidad en Egipto. Aunque el apaciguamiento de Diocleciano no acaba con las acciones de los blemios, durante un tiempo estos respetan la frontera de Siena, y, aunque durante el siguiente siglo se seguirían produciendo incursiones, serían de carácter menor, dado que las fuentes no lo detallan, excepto un ataque de que llega hasta Ptolemais.
En el siglo IV los blemios parecen estar insertos dentro del Reino de Nobatia, sucesores del reino de Meroë, del que se reconocen súbditos, quizá como resultado de que la dinastía reinante es de origen blemio. Ello también explicaría que aparezcan como parte de la embajada a Egipto del año 336.
Aproximadamente en 340, Ezana rey de Axum, en su política de expansión territorial e imposición del cristianismo, destruye Meroë, regido por una dinastía bougateitai, o de los bugas, denominación axumita de los blemios. Las inscripciones etíopes evidencian que en los territorios meroíticos del sur la unidad política sucesora principal del reino de Meroë es el reino de Nobatia, pero los blemios parecen dominar la zona norte de la Baja Nubia. Así, en los dos siguientes siglos, los blemios se fortalecen políticamente.
En el aspecto cultural, desarrollan una cultura sincrética con elementos de origen egipcio, kushita y cristiano en la Baja Nubia (horizonte cultural Tanqasi) y Alta Nubia (horizontes culturales de X-Group o Ballana), que comparte con los reinos nubios de Nobatia, Makuria y Alwa o 
Alodia.
En el último cuarto del siglo IV nace el reino blemio de mano de Patatekaye, y así en 373 aparecen dominando el territorio antes meroítico de la Baja Nubia, que les sirve como base para atacar a los romanos: en 373 atacan el Dodecasqueno romano, y en 374 incursionan en la Península del Sinaí.
El dominio de la zona es tal que en el año 394 el mantenimiento de los templos paganos egipcios está bajo la protección de los blemios, y que el templo de Mandulis en Talmis estaba bajo control blemio. Además, en 394-395 controlan Berenice, Elefantina y Talmis (también conocida como Kalābsha y cuyo nombre blemio es Shimalo), donde establecen su capital, situación que se mantiene al menos hasta el siglo V. Sin embargo, el dominio de la zona podría ser anterior.
Durante la segunda mitad del siglo IV los blemios dominan la zona al sur de Siena hasta Meroë (actual Bagrawiyah), como muestran las fuentes, que refieren la victoria sobre las tribus de los Lak, Shaqa, Nasadoke, Temey y Nakhabara y que mantiene el dominio sobre File y Faras. Pero también parecen controlar de facto la zona al norte de la frontera reconocida: en un documento del rey blemio Jarachen o Jaramadoye señala a sus administradores en la isla de Temsir (o Tanare) (250 km al norte de Syene) que “si los romanos crean dificultades y no pagan el tributo establecido, ninguno de los philarchos (filarcas) o hipotyrannus (“señores/generales del río”) te impedirá presionar a los romanos para que paguen”.
Sin embargo, y, aunque en 404, al parecer dominan gran parte del Alto Nilo (al menos desde Siena hasta Meroë, lo que cubre unos 1.600 km.), los blemios mantienen en gran parte su nomadismo, limitando su relación con la zona a la exacción de los sometidos habitantes de la región. 
En las décadas entre 420 y 430 surge el reino de Nobatia, al sur del Dodecasqueno y hasta la tercera catarata, que alterna entre la colaboración y el enfrentamiento con los blemios, aunque el rey blemio Yisamenive o Ícenme parece controlar la situación.
El cambio del marco político egipcio con la división del imperio romano, no afecta a los blemios que siguen con su tradición de incursiones, hasta el punto de que, en 436, los ataques alcanzan el Oasis de Jarga. 
En el 450 la situación para los blemios cambia al ser derrotado su rey Phoenen por el rey Silko del reino de Nobatia (sucesores de Meroë en el sur de la Alta Nubia).
Pero los nuevos gobernantes bizantinos, una vez asentados, reaccionan, al fin en el 451-452, cuando el emperador bizantino Marciano consolida la situación en Egipto, y ordena al general Máximo que avance contra Nobatia. De camino, los blemios son atacados y derrotados. Sin embargo, al año siguiente, en 453, blemios y romanos firman el Tratado de File, por el que se permite a los blemios el culto pagano (ya prohibido en el Imperio) en el templo de Isis en File, a cambio de un estipendio y la liberación de los prisioneros romanos que retenían, abriendo un período de estabilidad y tranquilidad entre romanos y blemios que perdurará casi un siglo.
Para los blemios los problemas ahora vienen del sur, donde el pujante reino de Nobatia acaba por expulsarlos de la Baja Nubia.
En el 515, Bizancio, con profundos problemas internos religiosos, accede a pagar tributo a grupos de blemios asentados en la zona de Siena, a cambio de mantener la paz en la zona y de actuar como colchón en la frontera con el reino de Nobatia.
La situación da un vuelco cuando, recuperado Bizancio con Justiniano, este ordena en 537 el cierre de los templos paganos supervivientes, lo que implica el cierre del gran templo de Isis en File. Aunque los blemios reinician sus ataques, la acción paralela de Silko, rey de Axum, expulsa a nobatios y blemios de Nobatia y de los territorios desde Ibrim hasta Shellal, acabando con su dominio en el Dodecasqueno, lo que le permite erigirse en el primer rey cristiano de Nobatia. La capital blemia, Kalābsha, es también ocupada, y el templo de Mandulis cristianizado como iglesia. Cuando en 540 se cierra definitivamente el templo de Isis en File, los blemios, refugiados en el desierto, ya no responden.
La pista documental de los blemios desaparece, aunque se tiene el nombre de un rey, Bachia y algunos restos arqueológicos datados hasta el siglo VII en torno a su “capital del desierto” Deraheib, ubicada entre Wadi Halfa y el Mar Rojo.
La última mención a los blemios aparece en el 758 cuando los gobernantes abásidas de Egipto incumplen el baqt nubio, lo que desencadena incursiones blemias.

### Cronología
Para los blemios la cronología principal es la siguiente:
- VII a. C.: Los blemios en Baja Nubia, súbditos de Napata.
- 623 a. C.: 593 a. C.: Anlamani de Napata incursión de castigo contra los blemios en el Desierto Occidental.
- V a. C. y V a. C.: Se extienden por Alta y Baja Nubia.
- siglo VI a. C.: Incursiones en Egipto: Oración de Pediese.
- siglo V a. C.: En Alto Egipto.
- 404 a. C.: 369 a. C.: Harsiyotef de Napata los derrota en la Baja Nubia.
- 335 a. C.: 315 a. C.: Nastasen de Napata lucha contra los blemios.
- IV a. C. y III a. C.: Los blemios se reasientan en la Baja Nubia, como súbditos del reino de Meroë.
- 206 a. C. a 186 a. C.: Construcción de la capilla de Mandulis en Kalābsha.
- siglo I: Los blemios parecen ser uno de principales pueblos de la Baja Nubia. Domesticación del dromedario en la zona.
- 165:  Incursión blemia en Egipto rechazadao por Tito Flavio Titiano.
- siglo III: Los blemios alternan colaboración y enfrentamiento con Meroë: enfrentados en 291 y aliados 297.
- Mediados del siglo III: Quejas ininterrumpidas de incursiones blemias.
- 250: Saqueo de File y Elefantina. Rechazados por Aurelio Apio Sabino. Diocleciano los convierte en foederati.
- siglo III a siglo IV: Colapso del reino de Meroë.
- 268 al 297: Incursiones regulares.
- 273: Apoyan a Firmo contra Aureliano.
- 274: Mencionados en el triunfo de Aureliano.
- 278: Yesebojeamani, caudillo blemio, promueve una revuelta contra Probo.
- 280: Grupos de blemios apresados por incitar un levantamiento Probo, y aparecen en su triunfo.
- 284: Incursiones hasta Coptos y Ptolemais. Diocleciano abandona el Dodecasqueno. Permiso para seguir el culto a Isis en File.
- 297: Diocleciano firma el Tratado con Nobatia.
- siglo IV:  los blemios insertos en el reino de Nobatia.
- 340: Ezana rey de Axum destruye Meroë. Los blemios dominan la zona norte de la Baja Nubia.
- siglo IV: Reino blemio de mano de Patatekaye.
- 373: Dominan la Baja Nubia.
- 373: Incursión en el Dodecasqueno romano.
- 374: Incursionan en la península del Sinaí.
- 394: Protección de los templos paganos.
- 394: 395: Controlan Berenice, Elefantina y Talmis (también llamada Kalābsha o Shimalo), donde establecen su capital.
- segunda mitad del siglo IV:  los Blemios dominan la zona al sur de Siena hasta Meroë.
- 404: Dominan gran parte del Alto Nilo.
- 420 y 430: surge el reino de Nobatia.
- 436: Los ataques blemios llegan al Oasis de Jarga.
- 450: El rey Phoenen de los blemios es derrotado por el rey Silko de Nobatia.
- 451: 452: El general bizantino Máximo avanza contra Nobatia y los blemios.
- 453: Tratado de File.
- 515:  Bizancio paga tributo a grupos de blemios de Siena, a cambio de paz.
- 537: Justiniano I de Bizancio ordena el cierre de los templos paganos.
- 540: Cierre definitivo del templo de Isis en File, los blemios no responden.
- siglo VII: El rey Bachia en Deraheib, la “capital del desierto”.

## Religión
Las creencias religiosas y actividades cultuales de los blemios debían ser similares a las de las culturas egipcia, napata y meroítica, dada su fuerte aculturación, pero solo tenemos pruebas de algunas de sus divinidades:
- Mandulis, que parece ser su dios principal, en Kalābsha.
- Ariteñ, “hijo mayor y patrón de Amani”, en la inscripción de Kalābsha.
- Isis, la gran diosa madre egipcia, en el templo de File.[57]